# Javier Bours Almada
Mario Javier Robinson Bours Almada (Navojoa, Sonora; 7 de diciembre de 1925 - Ciudad Obregón, Sonora; 9 de noviembre de 2020) fue un empresario, filántropo y político mexicano, uno de los fundadores de las empresas Bachoco y Megacable. Fue presidente municipal de Cajeme de 1967 a 1970, y diputado federal al Congreso de la Unión del 1 de septiembre de 1970 al 31 de agosto de 1973.

## Familia
Hijo de Alfonso Robinson Bours Monteverde y Rosalba Almada Corbalá, Mario Javier Robinson Bours Almada nació el 7 de diciembre de 1925 en Navojoa; a la edad de diez años su familia se trasladó a Ciudad Obregón, donde radicó la mayor parte de su infancia. A los quince años de edad, Mario Javier Robinson Bours Almada y tres de sus hermanos fueron enviados a estudiar a California, Estados Unidos. En 1949, a los 23 años de edad, contrajo matrimonio con Alma Armida Castelo Valenzuela, con quien tuvo diez hijos, 35 nietos y 30 bisnietos.

## Trayectoria profesional
Cofundador de la empresa Bachoco, además de incursionar como empresario comenzó su trayectoria política al ser regidor en la administración municipal 1961-1964, durante el mandato del presidente municipal Faustino Félix Serna. De 1967 a 1970 fue presidente municipal de Cajeme, y posteriormente fue elegido diputado federal para formar parte de la XLVIII Legislatura en el Congreso de la Unión, del 1 de septiembre de 1970 al 31 de agosto de 1973.
Tuvo presencia en diversos rubros empresariales como el automovilístico, y en la actividad avícola. Fue distribuidor de tractores CASE e introdujo en el Valle del Yaqui implementos agrícolas para mejorar la productividad del campo. En 1952, fundó la empresa Industrias Bachoco,  junto a sus tres hermanos Alfonso, Juan y Enrique, con instalaciones sencillas en una granja de producción de huevo en Ciudad Obregón, Sonora. Tres años después expandió las operaciones de la empresa hacia el centro del país, y en 1971 empezó a posicionarse también en la venta de pollo.

## Otras actividades
Mario Javier Robinson Bours Almada también participó en actividades altruistas y de servicio a la comunidad. Desde febrero de  1960 hasta abril de 1984 presidió el patronato de Cruz Roja Mexicana, junto a otros cajemenses colaboró en la apertura del Instituto La Salle en 1958, y apoyó la creación y desarrollo del Instituto Justo Sierra, hoy Instituto Tecnológico de Sonora, así como la instalación de la primera unidad foránea del Tecnológico de Monterrey en el país, y también fue presidente del Club Yaquis de Ciudad Obregón.

## Distinciones
En 2011 fue merecedor del Premio Woodrow Wilson para la Ciudadanía Corporativa, siendo el séptimo mexicano en recibirlo. Además en 2016 fue nombrado Ciudadano Cajemense Distinguido y en 2019 recibió el Premio Eugenio Garza Sada en la categoría de Personas por su destacable liderazgo y capacidad empresarial.

## Fallecimiento
Fallece a los 94 años de edad en Ciudad Obregón, Sonora.